# Georgi Tschilikow
Georgi Tschilikow (auch Georgi Chilikov geschrieben, bulgarisch Георги Чиликов; * 23. August 1978 in Burgas, Bulgarien) ist ein bulgarischer Fußballspieler. Er ist verheiratet und hat zwei Söhne. Zurzeit ist er als Co-Trainer beim Erstligisten FC Tschernomorez Burgas.

## Karriere

### Verein als Spieler
Georgi Tschilikow begann seine Karriere im Jahr 1995 in der Schwarzmeer-Stadt Burgas beim FC Tschernomorez Burgas. Weitere Stationen waren die bulgarischen Erstligisten Neftochimic Burgas, Lewski Sofia und ZSKA Sofia. 2009 spielte der Stürmer für den kasachischen Verein Tobol Qostanai. Zur Saison 2009/10 kehrte er nach Burgas, zu seinem Heimatverein FC Tschernomorez Burgas, zurück, wo er unter dem Trainer Krassimir Balakow bis Januar 2010 spielte. Danach wechselte Tschilikow zu Lokomotive Plowdiw. In der Saison 2010/211 wurde Tschilikow spielender Co-Trainer bei Neftochimic Burgas um im Sommer 2011 das Ende seiner aktiven Spielerkarriere zu erklären.

### Verein als Trainer
Nach dem Ende seiner Spielerkarriere wurde Tschilikow in der Saison 2011/12 unter Dimitar Dimitrow Co-Trainer beim FC Tschernomorez Burgas.

### Nationalmannschaft
Tschilikow wurde sechs Mal in der bulgarischen Nationalmannschaft eingesetzt und erzielte dabei ein Tor.

## Erfolge
- Bulgarischer Meister: 2002, 2008
- Bulgarischer Pokalsieger: 2002, 2003, 2005